# Хајст оп ден Берг
Хајст оп ден Берг (хол. Heist-op-den-Berg) је општина у Белгији у региону Фландрија у покрајини Антверпен. Према процени из 2007. у општини је живело 38.721 становника.

## Становништво
Према процени, у општини је 1. јануара 2015. живело 41.812 становника.
| 1984.  | 2000.  | 2010. | 2015. |
| ------ | ------ | ----- | ----- |
| 35.175 | 37.233 | 39866 | 41812 |